# Площадь Святого Иакова (Барселона)
Пло́щадь Свято́го Иа́кова (исп. Plaza de San Jaime, кат. Plaça de Sant Jaume) — площадь в Готическом квартале Барселоны (Испания), на которой находятся несколько административных зданий города.

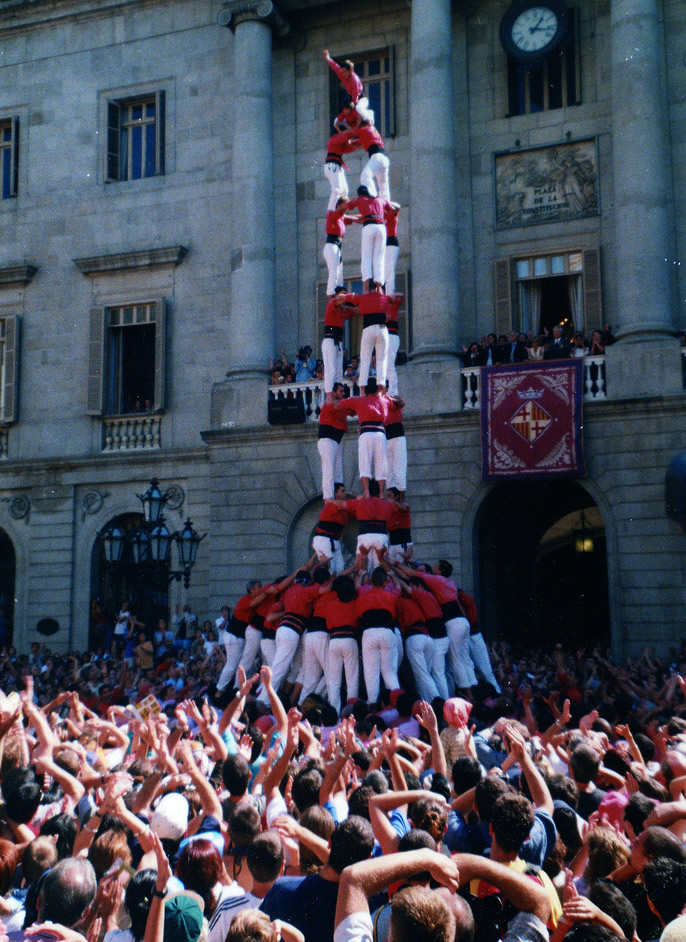
«Человеческий замок» в Барселоне на площади перед мэрией

Ранее на этом месте пересекались кардо и декуманус, главные дороги римского поселения Барсино. На перекрестке находился форум и Храм Августа, от которого сохранились четыре колонны, находящиеся сейчас на холме Монт-Табер.
Своё название площадь получила от стоявшей здесь со Средних веков церкви Св. Иакова. Церковь была разрушена в 1823 году, чтобы открыть дорогу к площади Ферран. Несмотря на то, что были снесены некоторые здания, под площадь был выделен лишь небольшой участок, вокруг которого расположились перенесённая церковь Св. Иакова, кладбище и дома мировых судей и собрание вегеров.
В некоторые периоды площадь называлось Конституционной площадью, и это название указано на табличке на фасаде городской ратуши. Некоторое время здесь располагался блошиный рынок Энкантс.
Сейчас на площади Св. Иакова находятся здание женералитета Каталонии и аюнтамьенто Барселоны (городская ратуша). Во время фестивалей на площади проходят соревнования по постройке кастелей. По воскресеньям жители Барселоны приходят на площадь, чтобы танцевать национальный каталонский танец сардана.